# 翅轴黄连木
翅轴黄连木是漆树科黄连木属植物，也叫阿特拉斯山黄连木（英語：Atlas pistachio, Mt. Atlas mastic tree）、大西洋黄连木（Atlantic terebinth）、塞浦路斯黄连木（Cyprus turpentine tree）。其种加词意为“阿特拉斯山的”。原产北非、西亚至南亚西北部以及加那利群岛、克里米亚、希腊、塞浦路斯、高加索。该物种最早发表于《阿特拉斯山植物志：突尼斯与阿尔及利亚的阿特拉斯山区植物记录》。
翅轴黄连木常与圆柄黄连木混淆，可从叶的形态来区分：翅轴黄连木的叶轴具狭翅、叶柄平，而圆柄黄连木的叶轴无翅、叶柄圆。同样产于地中海地区的乳香黄连木的叶轴也具翅，但翅轴黄连木的叶较大，并且为奇数羽状复叶，而乳香黄连木的叶较小，并且为偶数羽状复叶。最容易与翅轴黄连木混淆的是宽果黄连木，二者的区别是翅轴黄连木果实长大于宽或长宽等长，而宽果黄连木的果实明显宽大于长。
其果实、树叶、树脂供药用，树脂可作口香糖。